# Územní opatství Saint Maurice d'Agaune
Opatství Saint Maurice d'Agaune je územní opatství řeholních kanovníků sv. Augustina ve švýcarském kantonu Valais. Bylo založeno roku 515 burgundským králem sv. Zikmundem a je pravděpodobně nejstarším existujícím klášterem křesťanského Západu. Již od 4. století je zde poutní místo zasvěcené Svatému Mořici a mučedníkům Thébské legie.

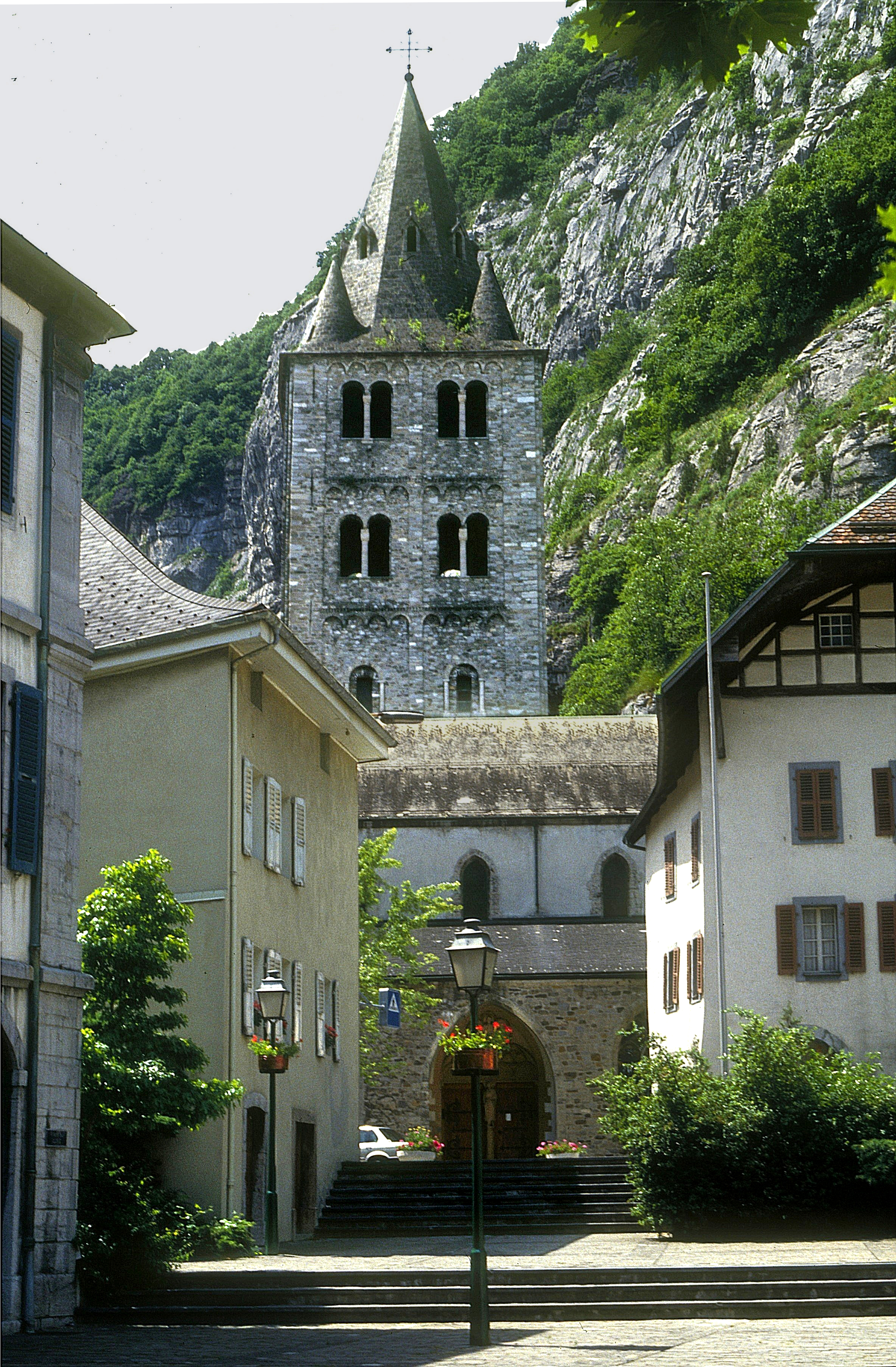
Opatský kostel sv. Mořice